# Barbara Borsinger
Barbara Borsinger (* 1892 in Baden; † 9. August 1972 in Beinwil im Kanton Aargau) war eine Schweizer Krankenschwester und Flüchtlingshelferin in Genf.

## Leben
Barbara Borsinger stammt aus einer Familie von Hoteliers im Bäderquartier von Baden. Ihre Eltern waren Joseph Anton Borsinger (1855–1926) von Baden und Hedwig Beck (1862–1922) von Sursee, Tochter des Surseer Politikers Franz Xaver Beck-Leu. Mit ihrer Schwester Hilde Vérène Borsinger besuchte sie eine Privatschule in Österreich. Anschliessend weilte sie zur Weiterbildung auf der englischen Insel Isle of Wight. Von 1911 bis 1914 absolvierte sie die Ausbildung in Krankenpflege an der Schule «Bon-Secours» in Genf. Nach dem Beginn des Ersten Weltkriegs begab sie sich nach Frankreich, um hinter den Kampffronten den Verwundeten medizinische Hilfe zu vermitteln. Anschliessend blieb sie bis 1920 im Dienst des Spitals der Badestadt Dinard in der Bretagne.
Als seit 1918 der Spanischen Grippe auch in Genf viele Personen zum Opfer fielen, kehrte Borsinger in die Stadt zurück und begann sich um erkrankte und verwaiste Kinder zu kümmern. In Carouge gründete sie dazu die Kinderkrippe «L’œuvre des Amis de l’Enfance», deren Betreuerinnen sie selbst ausbildete. Später musste die Kinderkrippe mehrmals den Standort wechseln, bis sie schliesslich in einem Landhaus in Grange-Canal am Stadtrand von Genf ihren definitiven Platz fand.
Von 1933 an leitete Barbara Borsinger den Bau eines Krankenhauses für Erwachsene als Erweiterung der Anstalt, die bald unter der populären Bezeichnung «la Poup» bekannt war und schliesslich den Namen «Clinique des Grangettes» annahm. Auch im Zweiten Weltkrieg nahm die von Barbara Borsinger zusammen mit den Ärztinnen Viola von Riederer und Bianca Stiegler und den Kinderärzten Albert Mégevand und Fred Bamatter geleitete Institution Amis de l’Enfance zahlreiche Flüchtlingskinder auf. Bei ihrem Rücktritt im Jahr 1968 überliess Borsinger testamentarisch ihr soziales Werk der Kongregation der Menzinger Schwestern, die eine bedeutende Rolle in der Krankenpflege in der Schweiz spielten und schon seit 1957 das Institut in Genf führten.
Barbara Borsinger setzte sich in der Öffentlichkeit für professionelle und feministische Anliegen ein und pflegte Kontakte zu Persönlichkeiten in der Region Genf wie den Schriftstellern Robert Musil und Rainer Maria Rilke. Sie starb am 9. August 1972 im Schloss Horben am Lindenberg im Kanton Aargau, einem Landsitz der Badener Familie Borsinger.

## Ehrungen
Im Ersten Weltkrieg wurden Barbara Borsinger die Médaille de la Reconnaissance française und die belgische Médaille de la reine Elisabeth verliehen.